# خانه احمد خانی
خانه احمد خانی مربوط به سده‌های متاخر دوران‌های تاریخی پس از اسلام است و در اردکان، خیابان شهید قانعی، جنب مسجد جامع اردکان، پلاک ۴۰ واقع شده و این اثر در تاریخ ۲۸ اسفند ۱۳۸۵ با شمارهٔ ثبت ۱۸۷۵۳ به‌عنوان یکی از آثار ملی ایران به ثبت رسیده‌است.